# Джар
Джар (узб. Jar, Жар) — міське селище в Узбекистані, у Чиракчинському районі Кашкадар'їнської області.
Статус міського селища з 2009 року.